# O Fura-Vidas
O Fura-vidas foi uma série portuguesa, originalmente transmitida na SIC, entre 1999 e 2001. 
É uma adaptação de uma série britânica de grande sucesso, denominada "Only fools and horses" , que esteve no ar desde 1981 a 2003, no canal BBC One.
Miguel Guilherme como Quim e Ivo Canelas como Joca, eram os irmãos protagonistas, os Fintas, encabeçando um elenco que contava ainda com o avô Albino Fintas, interpretado por Canto e Castro, Orlando Costa como Vilela, um empresário vigarista do ramo automóvel, Fernando Ferrão como Pirilampo, o eterno coitado que caía sempre nas vigarices de Quim, e ainda Maria João Abreu, Joana Seixas, Ana Bustorff, Dinarte Branco, Luísa Cruz, Alfredo Brito, Luís Mascarenhas, Rosa Villa, Ângelo Torres, Alberto Magassela, João Maria Pinto, Vitor Espadinha, Américo Silva, entre outros.
Miguel Guilherme deu um verdadeiro show, mostrando todo o seu talento, apresentando um humor mordaz e inteligente, que ajudaria a tornar Joaquim Fintas um vigarista amado por todos. O seu sarcasmo era igualado pelo do Joca, embora este fosse mais ingénuo que o seu irmão e mais trapalhão também. A empresa dependia da lábia de Quim, que era capaz de vender pentes a carecas, areia no deserto e coisas do género, fugindo sempre aos impostos, claro. O genérico era bem engraçado e dava logo a mostrar o básico da série.
“Compram, vendem, trocam tudo, há bom dinheiro para ganhar, o Quim é o maior, o Joca é sonhador e o avô sempre a empatar. Fugir aos impostos é o fura vidas, é o que tens a fazer se te queres safar, só quem não souber fazer mais nada é que vai passar a vida inteira a trabalhar."
A bela carrinha azul onde se deslocavam, tornou-se ela própria peça fundamental do programa. Todos já a reconheciam e lhe achavam piada.
Um facto curioso, e que talvez poucos tenham reparado, é que a famosa carrinha azul não foi a mesma ao longo da série. Na 1ª e 2ª temporadas foi usada uma Suzuki Super Carry, sendo substituída na 3ª temporada por uma Bedford Rascal, ambas de cor azul e com os defeitos de pintura aplicados de forma igual.

## Episódios
1ª temporada:
- Ep.1  - Irmãos e sócios
(Quim compra 25 malas a Pirilampo que, além de fraca qualidade, têm a particularidade de terem o código para as abrir no interior delas próprias. Ele tenta vendê-las a todo o custo, mas sem sucesso, e acaba por deitá-las ao rio, com receio de ser apanhado com elas, pois além de defeituosas são, também, roubadas.)

- Ep.2  - Maré de azar
(Quim está a passar uma fase menos boa a nível financeiro, e nem uma moeda da sorte oferecida pelo avô faz com que a sorte mude. Num jogo de poker com o Vilela, Quim, em mais um truque "manhoso", sai vitorioso e ganha umas boas centenas de contos.)

- Ep.3  - Uma noite na borga
(Os irmãos Fintas compram um descapotável muito velho e sem condições a Vilela. Eles conseguem vendê-lo com uma boa margem de lucro a um saloio que não faz ideia do quão mau o carro está. Quim e Joca vão à discoteca no moderno Mazda MX7 do Vilela, mas acabam mal a noite quando o carro que venderam embate na traseira do MX7 por falta de travões.)

- Ep.4  - A farda era a lei
(Joca sempre foi fascinado por mulheres fardadas e consegue um encontro com uma mulher polícia. Quim fica furioso pois tem receio que ela descubra os seus negócios ilícitos e acaba por despir a casa, afim de esconder os produtos ilegais e contrafeitos.)

- Ep.5  - O regresso de Paulina
(Paulina, uma antiga paixão de Quim, volta a Sapadores, depois de ter enviuvado de dois maridos, que faleceram, supostamente, envenenados. Joca, Pirilampo e o Avô engendram um esquema para que a mesma vá embora antes de casar com Quim.)

- Ep.6  - Amor e polyester
(Joca apaixona-se por Maria Antónia, que tem quase o dobro da sua idade e que é casada com um presidiário. Quim não aprova esta relação e faz o que pode para os conseguir separar antes que o marido de Maria Antónia seja libertado da prisão. A tarefa acaba por ser em vão, pois Joca conhece uma miúda mais nova e apaixona-se por ela.)

- Ep.7  - O sangue fala mais alto
(Rogério, pai de Joca e Quim, aparece ao fim de 18 anos, e diz ter uma doença hereditária. Este falsifica os exames de sangue de Quim e faz o mesmo acreditar que não é filho dele.)

- Ep.8  - Estão todos presos
(Um inimigo de infância de Quim volta a Sapadores, como detective de Polícia Jacinto Rosa. Quando este descobre que roubaram um micro-ondas de um camião lá no bairro, pressiona Quim a denunciar o autor do furto, o que acaba por acontecer.)

- Ep.9  - Mudar de casa
(Com Joca eleito presidente da Comissão de Moradores, Quim e o Avô tentam convencê-lo de que o melhor é pedirem à Junta de Freguesia uma moradia térrea, pois o Avô não aguenta subir e descer as escadas do prédio onde moram, e está na cama sem conseguir andar. Tudo corria bem, até que dona Madalena, que é quem vai autorizar a entrega da nova casa, apanha Quim e o Avô a comemorar e deita os planos por água abaixo.)

- Ep.10 - Uma questão de antiguidade
(Pilar de Vasconcelos, pessoa influente na sociedade, convence Quim que a atracção que este sente por ela é recíproca, com o intuito de lhe pedir um quadro do apartamento onde ele vive que, ao que parece, é valioso. Mas, quando Pilar tenta vender o quadro em leilão, Quim revela-lhe que o quadro foi roubado pela falecida mãe e que finalmente conseguiu se livrar dele.)

- Ep.11 - Quem é o troca tintas?
(Determinado em se vingar do pintor Caiado, por este lhe ter impingido umas tintas de fraca qualidade, Quim convence Wilson - que necessita de fazer obras em sua casa - de que os serviços do Caiado são maus e que este pode pegar fogo à sua casa, por andar constantemente embriagado.  Com a ajuda de Joca e do Avô, Quim adjudica a obra e, não fosse o canário amarelo de Vitória, esposa de Wilson, ter "ressuscitado", tudo poderia ter acabo bem.)

- Ep.12 - Fugitivo de Sapadores
(Joca é surpreendido por Gina, uma mulher embriagada, que o acusa de violação após este a tentar agarrar para ela não cair. Quim, que tão bem conhece Gina e sabe que ela é doida, decide brincar e atormentar um pouco o seu irmão Joca, mesmo com a reprovação do Avô.)

- Ep.13 - Irmãos irmãos, negócios à parte
(Descontente com o papel pouco relevante na sociedade Fintas & Fintas, Joca decide arriscar sozinho no mundo dos negócios. Na companhia de Valentim, vão a um leilão e gastam todo o seu dinheiro num monte de aparelhos velhos e todos partidos. Quando descobrem que foi Quim quem vendeu esses aparelhos, apercebem-se do erro que cometeram, mas já é tarde demais.)
2ª temporada:
- Ep.1  - O passado bate à porta
- Ep.2  - Cão adormecido
- Ep.3  - O milionésimo cliente
- Ep.4  - Saloios suburbanos
- Ep.5  - Negócio de fraldas
- Ep.6  - Cinzas
- Ep.7  - A aposta
- Ep.8  - O buraco
- Ep.9  - As fitas dos Fintas
- Ep.10 - Recordar é viver
- Ep.11 - Dois é bom, três é demais
- Ep.12 - Ai se eu fosse rico
- Ep.13 - A maldição da estatueta

3ª temporada:
- Ep.1  - Encontros imediatos
- Ep.2  - Sonhos desfeitos
- Ep.3  - As bonecas assassinas
- Ep.4  - E o vencedor é...
- Ep.5  - Até que a morte nos separe
- Ep.6  - Casamento apartamento
- Ep.7  - O regresso de Joca
- Ep.8  - Oportunidade única ... Almoço
- Ep.9  - Estrelas decadentes
- Ep.10 - Reunião de turma
- Ep.11 - Avô procura-se
- Ep.12 - Três homens e um bebé
- Ep.13 - Filho da mãe natureza